# Diócesis de San Andrés Tuxtla
La diócesis de San Andrés Tuxtla (en latín: Dioecesis Sancti Andreae de Tuxtla) es una circunscripción eclesiástica de la Iglesia católica en México. Se trata de una diócesis latina, sufragánea de la arquidiócesis de Xalapa. Desde el 14 de agosto de 2021 su obispo es José Luis Canto Sosa.

## Territorio y organización
La diócesis tiene 13 495 km² y extiende su jurisdicción sobre los fieles católicos de rito latino residentes en 32 municipios del estado de Veracruz: Acayucan, Ángel R. Cabada, Catemaco, Chacaltianguis, Chinameca, Hueyapan de Ocampo, Isla, Jáltipan, Jesús Carranza, José Azueta, Juan Rodríguez Clara, Lerdo de Tejada, Mecayapan, Oluta, Otatitlán, Oteapan, Pajapan, Playa Vicente, Saltabarranca, San Andrés Tuxtla, San Juan Evangelista, Santiago Sochiapan, Santiago Tuxtla, Sayula de Alemán, Soconusco, Soteapan, Tatahuicapan de Juárez, Texistepec, Tlacojalpan y Tuxtilla. La diócesis de San Andrés Tuxtla está limitada al oriente por el río Tonalá, al occidente el río Papaloapan, la parte norte limita con el golfo de México y al sur y al sureste se encuentran las montañas de Oaxaca y Coatzacoalcos. Eclesiásticamente sus límites son al sur la prelatura de Mixes y la diócesis de Tehuantepec y Coatzacoalcos, al norte y oriente el golfo de México y la diócesis de Coatzacoalcos, y al occidente la diócesis de Veracruz. Su territorio es uno de los más fértiles de la república mexicana.
La sede de la diócesis se encuentra en la ciudad de San Andrés Tuxtla, en donde se halla la Catedral de San José y San Andrés.
En 2020 en la diócesis existían 65 parroquias.

## Historia
La diócesis fue erigida el 23 de mayo de 1959 con la bula Quibus christiani del papa Juan XXIII, tomando su territorio de la diócesis de Tehuantepec y de la arquidiócesis de Veracruz o Xalapa (hoy arquidiócesis de Xalapa).
El 9 de junio de 1962 cedió una porción de su territorio para la erección de la diócesis de Veracruz mediante la bula Populorum bono del papa Juan XXIII.
El 14 de marzo de 1984 cedió otra porción de su territorio para la erección de la diócesis de Coatzacoalcos mediante la bula Plane conscii del papa Juan Pablo II.

## Estadísticas
Según el Anuario Pontificio 2021 la diócesis tenía a fines de 2020 un total de 1 157 250 fieles bautizados.
| Año                                                                             | Población            | Población | Población      | Sacerdotes | Sacerdotes    | Sacerdotes    | Bautizados por sacerdote | Diáconos permanentes | Religiosos | Religiosos | Parroquias |
| Año                                                                             | Bautizados católicos | Total     | % de católicos | Total      | Clero secular | Clero regular | Bautizados por sacerdote | Diáconos permanentes | Varones    | Mujeres    | Parroquias |
| ------------------------------------------------------------------------------- | -------------------- | --------- | -------------- | ---------- | ------------- | ------------- | ------------------------ | -------------------- | ---------- | ---------- | ---------- |
| 1966                                                                            | 485 394              | 539 215   | 90.0           | 34         | 29            | 5             | 14 276                   |                      | 7          | 89         | 20         |
| 1970                                                                            | 553 500              | 615 246   | 90.0           | 38         | 34            | 4             | 14 565                   |                      | 7          | 106        | 19         |
| 1976                                                                            | 772 000              | 857 790   | 90.0           | 40         | 38            | 2             | 19 300                   |                      | 2          | 114        | 30         |
| 1980                                                                            | 926 000              | 1 060 000 | 87.4           | 53         | 48            | 5             | 17 471                   |                      | 6          | 102        | 37         |
| 1990                                                                            | 639 000              | 723 000   | 88.4           | 41         | 36            | 5             | 15 585                   | 3                    | 5          | 62         | 25         |
| 1999                                                                            | 856 000              | 892 000   | 96.0           | 58         | 56            | 2             | 14 758                   | 24                   | 2          | 76         | 39         |
| 2000                                                                            | 872 000              | 908 000   | 96.0           | 61         | 59            | 2             | 14 295                   | 24                   | 2          | 81         | 40         |
| 2001                                                                            | 844 351              | 894 351   | 94.4           | 74         | 71            | 3             | 11 410                   | 32                   | 3          | 82         | 43         |
| 2002                                                                            | 921 138              | 968 266   | 95.1           | 68         | 66            | 2             | 13 546                   | 31                   | 2          | 106        | 45         |
| 2003                                                                            | 920 138              | 968 266   | 95.0           | 86         | 70            | 16            | 10 699                   | 83                   | 16         | 87         | 46         |
| 2004                                                                            | 922 898              | 968 266   | 95.3           | 71         | 69            | 2             | 12 998                   | 34                   | 2          | 113        | 47         |
| 2010                                                                            | 1 010 000            | 1 085 000 | 93.1           | 85         | 83            | 2             | 11 882                   | 33                   | 2          | 110        | 56         |
| 2014                                                                            | 683 898              | 1 010 914 | 67.7           | 106        | 103           | 3             | 6451                     | 31                   | 9          | 75         | 61         |
| 2017                                                                            | 1 019 479            | 1 418 848 | 71.9           | 112        | 105           | 7             | 9102                     | 33                   | 20         | 88         | 65         |
| 2020                                                                            | 1 157 250            | 1 561 800 | 74.1           | 107        | 105           | 2             | 10 815                   | 27                   | 32         | 103        | 65         |
| Fuente: Catholic-Hierarchy, que a su vez toma los datos del Anuario Pontificio. |                      |           |                |            |               |               |                          |                      |            |            |            |

## Episcopologio
| Obispo                             | Período                                                                          |  |
| ---------------------------------- | -------------------------------------------------------------------------------- |  |
| Jesús Villarreal y Fierro †        | 23 de mayo de 1959-20 de febrero de 1965 falleció                                |  |
| Arturo Antonio Szymanski Ramírez † | 21 de marzo de 1965 por sucesión-13 de agosto de 1968 nombrado obispo de Tampico |  |
| Guillermo Ranzahuer González †     | 15 de febrero de 1969-12 de junio de 2004 retirado                               |  |
| José Trinidad Zapata Ortíz         | 12 de junio de 2004-19 de marzo de 2014 nombrado obispo de Papantla              |  |
| Fidencio López Plaza               | 2 de marzo de 2015-12 de septiembre de 2020 nombrado obispo de Querétaro         |  |
| José Luis Canto Sosa               | Desde el 14 de agosto de 2021                                                    |  |